# Haidar Raad
Haidar Raad (en árabe: حيدر رعد‎; Bagdad, Irak, 27 de abril de 1991) es un exfutbolista de Irak que jugaba en la posición de guardameta.

## Carrera

### Club
| Periodo   | Club              |
| --------- | ----------------- |
| 2008–2011 | Al-Karkh SC       |
| 2011–2017 | Duhok SC          |
| 2018      | Al-Quwa Al-Jawiya |
| 2018–2019 | Nayaf FC          |

### Selección nacional
Jugó para Irak en tres ocasiones de 2010 a 2011 y participó en la Copa Asiática 2011.